# Bälteberga
Bälteberga säteri, även Belteberga, är en herrgård belägen vid Rååns dalgång i Ottarps socken i Helsingborgs kommun mellan Vallåkra och Tågarp i Skåne. Området kring herrgården, med stora naturvärden, är skyddat som Natura 2000-område.

## Arkitektur
Till herrgården kommer man från sydost där en lång och välvuxen allé leder upp till entrén till gårdens corps de logi. Entrén är på båda sidor flankerad av två ekonomibyggnader i gult tegel med sadeltak och vars gavelfasader mot entrén är dekorativt murade i bruniusstil. Bakom entrébyggnaderna öppnar sig en innergård upp med en buskavgränsad gräsinneplan prydd av enstaka träd. Mangårdsbyggnaden består av en huvudbyggnad flankerad av två flyglar. Fasaderna på alla tre byggnader är vitputsade och in mot gården bevuxna med rådhusvin; taken är klädda med rött taktegel, flyglarnas bär sadeltak, medan huvudbyggnadens tak är halvvalmat och kröns av fyra murade skorstenar. På huvudbyggnadens fasad finns ett centralt placerat entréparti bestående av en attika, som bärs upp av fyra släta halvkolonner. På byggnadens baksida finns ett motsvarande mittparti bestående av en frontespis och rundbågiga fönster. Herrgården omges av en frodig trädgård och som en fortsättning på allén fram till gården fortsätter en allé från trädgården ner mot Bältebergaravinen.

## Historia
Första gången gården förekommer i skrift är från 1387 där Johan Niklisen uppges som ägare. Gården har även förknippats med legenden om Ottar Belt, vars efternamn förekommer i godsnamnet såväl som namnet på den socken, Ottarp, som gården är belägen i. År 1443 uppges ägaren som Niels Jensen och senare under samma århundrade övergick gården i den danska uradelssläkten Urnes ägo, först genom Jörgen Ibsen Urne och senare till dennes son Lave Jörgensen Urne, som ärvde gården efter sin far 1480. Denne testamenterade vidare gården till sin son, Claus Lavesen Urne, 1530. Med hjälp av läkaren Henrik Smith från Malmö anlade Claus Urne en av Nordens mest framstående botaniska trädgårdar för läkeörter. Gården togs 1561 över av Claus son Lave Clausen Urne, som vistades längre tider på godset och skötte då bland annat om sin faders örtträdgård.
Efter Lave Urnes död i början av 1620-talet saknas källor om vem som ägde godset, men på 1640-talet framstår Axel Axelsen Urup, som 1649 fått patronatsrätten till Ottarps socken, som ägare. Axel Urup var under Karl X Gustavs första danska krig 1657–58 framgångsrik som överbefälhavare för de danska trupperna i Skåne och deltog som en av förhandlarna vid freden i Roskilde 1658. Vid Skånes övergång till Sverige i och med freden, drogs Bälteberga in av den svenska kronan, men återlämnades till Urup efter freden i Köpenhamn 1660. Paret Urup efterlämnade inga avkommor och 1671 sålde deras arvingar godset till den franske greven Per Larsson Sparre.
Under Skånska kriget hade Karl XI sitt högkvarter vintern 1676–1677 i Bälteberga. Sparre ägde gården fram till sin död 1692, varefter den skiftade mellan flera olika ägare fram till dess att dåvarande översten Wilhelm Bennet köpte godset 1713. Bennet var en framstående militär; 1719 blev han upphöjd till friherre och senare blev han landshövding i Hallands län, efterföljt av Malmöhus län. Förutom Bältebärga ägde han även Rosendals slott, Ellinge slott, samt Videröra och Brynneslöv. Han lät under sin tid uppföra den nuvarande huvudbyggnaden med två sidoflyglar 1739 efter ritningar av fortifikationsbyggmästare Georg Mochelton. Efter Bennets död 1740, drevs godset vidare av hustrun Magdalena Barnekow. Under hennes tid besökte Carl von Linné godset den 8 juli 1749 under sin Skånska resa och nedtecknade gårdens karaktär:
| ”                | Bälteberga sätesgård, salig generalen och landshövdingen baron Bennets änkefru tillhörig, låg öster om vägen norr om Vallåkra ström och hölt tvenne adelsryttare. Gården var nyligen uppbyggd på 3 sidor med grundmurade hus, mycket reguljär efter modern arkitektur. Trädgården, som på 3 sidor omgav gården, var av de ansenligaste, 300 steg lång och 130 steg bred. Vid väggarna stodo aprikoser, persikor, vinrankor, mandlar, valnötter, mullbärsträd. Häckar av avenbok med artiga kabinetter. Omkring gården voro alléer planterade av poppelpil Fl. 821. Ekplantager stora och vidlöftiga voro anlagde på höjderna utomkring, som här väl trivdes. | „ |
| – Carl von Linné | |   |

Änkan Bennet drev Bälteberga fram till sin död 1755, då det övertogs av sonen Fredrik Bennet. Vid sin död 1790 överlät han godset till sina sju söner, som förvaltade egendomarna gemensamt och under denna tid renoverades delar av huvudbyggnaden. Bland annat ersattes den breda, triangelformade frontespisen över huvudentrén med en attika, uppburen av fyra kolonner. En av sönerna, Axel Philip Bennet, löste 1809 ut sina bröder för att ensamt äga godset, men denne dog barnlös redan 1810, då de efterlevande bröderna ärvde godset efter honom. Bröderna sålde 1812 godset till Cornelius Alexander Cronsjoe, senare adlad Sjöcrona, som var en skicklig jordbrukare och ökade egendomens jordareal. När godset var som störst omfattade det 5 000 tunnland. Efter Sjöcronas död drev gården av dennes änka, men efter hennes död 1842 började arvingarna stycka av delar av jordbruksarealen för försäljning och till slut omfattade den endast 600 tunnland. Arvingarna sålde sedan vidare godset till von Gerstenberg Rosteed, som sålde gården till Eberhard Munck af Rosenschöld 1851 och därefter ägdes den av Carlos Natividad Adlercreutz innan den 1868 köptes av Carl Theodor Kinch, vars släkt sedan dess ägt Bälteberga.
Ägaren av Bälteberga hade patronatsrätt till Ottarps pastorat.

## Omgivande natur
Bälteberga omges av en miljö med stora naturvärden kring Rååns dalgång och området kring dalgången mellan Vallåkra och Ottarp, inklusive Bältebergaravinen är klassat som Natura 2000-område. Dalgången karakteriseras här av vida naturbetesmarken med inslag av ädellövskogsdungar. Vid godset skär biflödet Tjutebäcken ner genom de så kallade Kågerödslagren av lerskiffer och skapar en dramatisk ravin, oftast benämnd Bältebergaravinen. Just den typ av bergart som Kågerödslagren består av är unik för Sverige och existerar endast på ett fåtal platser i västra Skåne. På ravinens båda branter växer en tät och varierad ädellövsskog, som genom att skapa ett lokalklimat kring bäcken, ger en miljö där flera sällsynta lavar och mossor kan överleva. Till skillnad från övriga delar av Råådalen är Bältebergaravinen inte påverkat av människan i form av slåtter och betesmark, utan flera skogsarter, som skånsk nunneört, hässleklocka och ramslök, har kunnat leva i dalen. Även askvårtslaven kan hittas bland växtligheten. Bland de mer sällsynta lavar som hittats är knopplav, jaguarfläck, orangepudrad klotterlav och glansfläck.